# 皮赛
皮赛（法語：或，法語發音：[pɥizɛ] ⓘ）是法国的一个传统地区，位于奥尔良地区、讷维尔地区和勃艮第的边界。

## 地名
“皮赛”（Puisaye）一名源自凯尔特语“Poy”（意为“潮湿之地”）和“Saga”（意为“森林”），然后在12世纪变为“Poiseia”或“Puseio”，最后由Puisoye变为“Puisaye”。
“皮赛”（Puisaye）的名称有以下变体: Poiseia、Puseio、Pusceia（8世纪）、Puseia、Pulegia、Puseya、Pusaya、Puteacia、Podiaceia、Posoye、Puisoye。